# Closer to God
Closer to God (conosciuto anche come Halo 09) è un singolo del gruppo musicale statunitense Nine Inch Nails, il secondo estratto dal secondo album in studio The Downward Spiral e pubblicato il 30 maggio 1994.
Closer to God è uno dei pochi casi in cui il titolo del singolo e quello della canzone sono diversi: infatti nell'album si intitola Closer.

## Video musicale
Il video, diretto da Mark Romanek, fu mandato in onda per la prima volta il 12 maggio 1994.
È considerato dal Time uno dei 30 migliori video musicali della storia.

## Tracce
CD  (Stati Uniti)
1. Closer to God (Remixed by Trent Reznor, Sean Beavan, Brian Pollack) – 5:05
2. Closer (Precursor) (Remixed by Coil, Danny Hyde) – 7:16
3. Closer (Deviation) (Remixed by Jack Dangers, Craig Silvey) – 6:15
4. Heresy (Blind) (Remixed by Dave Ogilvie, Anthony Valcic, Joe Bisara) – 5:32
5. Memorabilia – 7:21
6. Closer (Internal) (Remixed by Bill Kennedy, Scott Humphrey, John "Geetus" Aguto, Paul Decarli, Eric Claudiex) – 4:15
7. March of the Fuckheads (Remixed by Adrian Sherwood) – 4:43
8. Closer (Further Away) (Remixed by Kennedy, Humphrey, Aguto, Decarli, Claudiex) – 5:45
9. Closer – 6:26

CD (Regno Unito – parte 1) – Further Away
1. Closer – 6:26
2. Closer (Deviation) (Remixed by Dangers, Silvey) – 6:15
3. Closer (Further Away) (Remixed by Kennedy, Humphrey, Aguto, Decarli, Claudiex) – 5:45
4. Closer (Precursor) (Remixed by Coil, Hyde) – 7:16
5. Closer (Internal) (Remixed by Kennedy, Humphrey, Aguto, Decarli, Claudiex) – 4:15

CD (Regno Unito – parte 2) – Closer to God
1. Closer to God (Remixed by Reznor, Beavan, Pollack) – 5:05
2. Heresy (Blind) (Remixed by Ogilvie, Valcic, Bisara) – 5:32
3. Memorabilia – 7:21
4. March of the Fuckheads (Remixed by Sherwood) – 4:43